# نورث وود (نیو ساوت ولز)
نورث وود (به انگلیسی: Northwood) یک حومه شهر در استرالیا است که در نیو ساوت ولز واقع شده‌است.